# Боанца
Боанца (рум. Boanța) — село у повіті Бакеу в Румунії. Входить до складу комуни Філіпешть.
Село розташоване на відстані 267 км на північ від Бухареста, 22 км на північ від Бакеу, 66 км на південний захід від Ясс.

## Населення
За даними перепису населення 2002 року у селі проживала 181 особа, усі — румуни. Усі жителі села рідною мовою назвали румунську.